# Nervilia juliana
Nervilia juliana là một loài thực vật có hoa trong họ Lan. Loài này được (Roxb.) Schltr. mô tả khoa học đầu tiên năm 1911.